# Érize-Saint-Dizier
Érize-Saint-Dizier és un municipi francès situat al departament del Mosa i a la regió del Gran Est. L'any 2007 tenia 189 habitants.

## Demografia

### Població
El 2007 la població de fet d'Érize-Saint-Dizier era de 189 persones. Hi havia 66 famílies, de les quals 12 eren unipersonals (4 homes vivint sols i 8 dones vivint soles), 17 parelles sense fills i 37 parelles amb fills.
La població ha evolucionat segons el següent gràfic:
Habitants censats

### Habitatges
El 2007 hi havia 72 habitatges, 67 eren l'habitatge principal de la família, 2 eren segones residències i 3 estaven desocupats. 69 eren cases i 3 eren apartaments. Dels 67 habitatges principals, 60 estaven ocupats pels seus propietaris, 4 estaven llogats i ocupats pels llogaters i 3 estaven cedits a títol gratuït; 1 tenia una cambra, 2 en tenien dues, 4 en tenien tres, 12 en tenien quatre i 48 en tenien cinc o més. 58 habitatges disposaven pel capbaix d'una plaça de pàrquing. A 21 habitatges hi havia un automòbil i a 37 n'hi havia dos o més.

### Piràmide de població
La piràmide de població per edats i sexe el 2009 era:
| Homes | Edats   | Dones |
| ----- | ------- | ----- |
| 0     | 95 o +  | 0     |
| 4     | 90 a 94 | 0     |
| 0     | 85 a 89 | 0     |
| 0     | 80 a 84 | 0     |
| 0     | 75 a 79 | 0     |
| 4     | 70 a 74 | 8     |
| 4     | 65 a 69 | 0     |
| 8     | 60 a 64 | 8     |
| 4     | 55 a 59 | 4     |
| 4     | 50 a 54 | 0     |
| 12    | 45 a 49 | 8     |
| 4     | 40 a 44 | 4     |
| 8     | 35 a 39 | 4     |
| 8     | 30 a 34 | 8     |
| 4     | 25 a 29 | 12    |
| 0     | 20 a 24 | 4     |
| 0     | 15 a 19 | 8     |
| 8     | 10 a 14 | 4     |
| 4     | 5 a 9   | 12    |
| 12    | 0 a 4   | 12    |

## Economia
El 2007 la població en edat de treballar era de 123 persones, 98 eren actives i 25 eren inactives. De les 98 persones actives 90 estaven ocupades (50 homes i 40 dones) i 8 estaven aturades (4 homes i 4 dones). De les 25 persones inactives 4 estaven jubilades, 13 estaven estudiant i 8 estaven classificades com a «altres inactius».

### Ingressos
El 2009 a Érize-Saint-Dizier hi havia 76 unitats fiscals que integraven 201 persones, la mediana anual d'ingressos fiscals per persona era de 16.703 €.

### Activitats econòmiques
Dels 8 establiments que hi havia el 2007, 1 era d'una empresa extractiva, 3 d'empreses de construcció, 1 d'una empresa de comerç i reparació d'automòbils, 1 d'una empresa financera, 1 d'una empresa immobiliària i 1 d'una empresa de serveis.
Dels 2 establiments de servei als particulars que hi havia el 2009, 1 era un guixaire pintor i 1 lampisteria.
L'any 2000 a Érize-Saint-Dizier hi havia 7 explotacions agrícoles.

## Poblacions més properes
El següent diagrama mostra les poblacions més properes.